# Antonio Milo
Pour les articles homonymes, voir Milo.
Antonio Milo, né le 4 mai 1968 à Castellammare di Stabia (Italie), est un acteur italien.

## Biographie
Parmi les principaux rôles joués, ceux de Sante Lo Foco dans Police maritime, de Lorenzo Ciccone dans La nuova squadra, Giuseppe Iorio dans Il paradiso delle signore (it), Saverio Mandarà dans Maltese (Maltese - Il romanzo del Commissario), Nicola Percuoco dans Natale in casa Cupiello et du brigadier Raffaele Maione dans Il commissario Ricciardi (it).

## Théâtre
- L'imbecille de Luigi Pirandello, mise en scène de Nello Mascia
- La Jarre (La giara) de Luigi Pirandello, mise en scène de Nello Mascia
- Masaniello de Tato Russo
- Otello de William Shakespeare, mise en scène de Paolo Gazzarra
- Eduardo al Kursaal, mise en scène d'Armando Pugliese

## Filmographie

### Cinéma
- 1993 : Journal intime (Caro diario) de Nanni Moretti
- 2001 : I cavalieri che fecero l'impresa de Pupi Avati
- 2001 : Senza filtro de Domenico Raimondi
- 2008 : Una strana infedeltà de Livio Rositani
- 2013 : Benvenuto Presidente! de Riccardo Milani
- 2014 : Nottetempo de Francesco Prisco
- 2015 : Il vuoto de Raffaele Verzillo
- 2016 : Vieni a vivere a Napoli (de plusieurs réalisateurs)
- 2019 : Bentornato Presidente de Giancarlo Fontana et Giuseppe Stasi

### Télévision
- 2000 : La squadra (épisode 3)
- 2000-2003 : Giovanna, commissaire (Distretto di Polizia)
- 2001 : Cuore (it) de Maurizio Zaccaro
- 2005 : Cefalonia de Riccardo Milani
- 2005-2007 : Police maritime (Gente di mare)
- 2006 : Joe Petrosino (it) d'Alfredo Peyretti
- 2006 : Assunta Spina de Riccardo Milani
- 2007 : Il figlio della luna de Gianfranco Albano
- 2007 : Caccia segreta de Massimo Spano
- 2007 : Fuga con Marlene d'Alfredo Peyretti
- 2008-2009 : La nuova squadra
- 2013 : Commissaire Montalbano (Il commissario Montalbano) d'Alberto Sironi (épisode : Una voce di notte)
- 2013 : Un caso di coscienza 5 de Luigi Perelli (série télévisée)
- 2014 : Gomorra (Gomorra - La serie) de Stefano Sollima (série télévisée)
- 2015 : Un passo dal cielo de Jan Maria Michelini  (série télévisée, épisode 3X09)
- 2015 : Sotto copertura de Giulio Manfredonia (série télévisée)
- 2015 : Io non mi arrendo de Enzo Monteleone (minisérie télévisée)
- 2015-2017 : Il paradiso delle signore (it) de Monica Vullo (série télévisée, 2015 : 3 épisodes ; 2017 : 5 épisodes)
- 2016 : Il sistema de Carmine Elia (minisérie télévisée, épisode 3)
- 2017 : Maltese (Maltese - Il romanzo del Commissario) de Gianluca Maria Tavarelli (minisérie télévisée)
- 2018 : L'Amie prodigieuse (L'amica geniale) de Saverio Costanzo (série télévisée, en cours)
- 2020 : Natale in casa Cupiello d'Edoardo De Angelis (film TV)
- 2021 : Il commissario Ricciardi (it) d'Alessandro D'Alatri (en production)